# کسکیدز

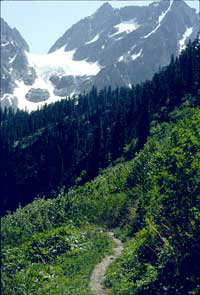

کسکیدز یا رشته‌کوه کسکیدز (به انگلیسی: Cascades) رشته‌کوهی دندانه‌دار واقع در ایالات اورگن، واشینگتن و بریتیش کلمبیا در آمریکای شمالی است. قلهٔ اصلی آن کوه رینیر به ارتفاع ۴۳۹۲ متر است.